# Nati nel 1261
| Questa pagina contiene informazioni ricavate automaticamente dalle voci biografiche con l'ausilio del template Bio e di un bot. L'aggiornamento è periodico e automatico e ricostruisce completamente la pagina. Se manca una persona in questa lista, sei pregato di non aggiungerla, ma accertati piuttosto che la sua voce biografica contenga il template Bio e che i dati anagrafici siano correttamente compilati. Se il template Bio manca, inseriscilo tu stesso o, in alternativa, metti l'avviso {{tmp\|Bio}} che ne segnala la mancanza. Se i dati riportati sono sbagliati, correggi direttamente la voce biografica; le modifiche saranno visibili in questa lista entro pochi giorni. Per chiarimenti vedi il progetto biografie. La lista contiene solo le 13 persone che sono citate nell'enciclopedia e per le quali è stato implementato correttamente il template Bio. Pagina aggiornata al 10 ago 2025. |

- 11 febbraio - Ottone III di Baviera, nobile († 1312)
- 28 febbraio - Margherita di Scozia, nobile scozzese († 1283)
- 1º marzo - Hugh le Despenser, I conte di Winchester, conte († 1326)
- 9 ottobre - Dionigi del Portogallo, re portoghese († 1325)
- Angelo di Acquapagana, religioso italiano († 1313)
- Boemondo VII d'Antiochia, conte († 1287)
- Daniele di Russia, nobile russo († 1303)
- Bernardo Gui, vescovo cattolico e scrittore francese († 1331)
- Albertino Mussato, politico, letterato e drammaturgo italiano († 1329)
- Costantino Paleologo, principe e generale bizantino († 1306)
- Simone Saltarelli, religioso e arcivescovo cattolico italiano († 1342)
- Pier Saccone Tarlati, condottiero italiano († 1356)
- Elisabetta di Sicilia, religiosa e nobile italiana († 1303)